# Wayne Weathers
Wayne Weathers (ur. 4 czerwca 1973) – kanadyjski zapaśnik w stylu wolnym. Trzeci na igrzyskach panamerykańskich w 1999. Srebrny medal na mistrzostwach panamerykańskich w 1993. Czwarty w Pucharze Świata w 1995 i 1999. Czwarty na igrzyskach frankofońskich w 1994 roku.
Zawodnik University of Manitoba. Gracz futbolu kanadyjskiego.